# Noors honkbalteam

De Noorse vlag.

Het Noors honkbalteam is het nationale honkbalteam van Noorwegen. Het team vertegenwoordigt Noorwegen tijdens internationale wedstrijden. Het Noors honkbalteam sloot zich in 1993 aan bij de Europese Honkbalfederatie (CEB), de continentale bond voor Europa van de IBAF.
Noorwegen heeft ook haar eigen honkbalbond, de Norges Soft og Baseball Forbund. Het hoofdkantoor hiervan staat in Oslo.
Noorwegen is een van de vier minst actieve leden van de Europese Honkbalfederatie. Het heeft de afgelopen vier jaar niet gepresteerd of deelgenomen op EK's, WK's, Intercontinental Cup's, World Baseball Classic's of andere honkbaltoernooien.